# Благодарнівська сільська рада (Тюльганський район)
Благода́рнівська сільська рада (рос. Благодарновский сельский совет) — сільське поселення у складі Тюльганського району Оренбурзької області Росії.
Адміністративний центр — село Благодарне.

## Населення
Населення — 1039 осіб (2019; 1198 в 2010, 1552 у 2002).

## Склад
До складу сільської ради входять:
| Населений пункт    | Населення, осіб (2002) | Населення, осіб (2010) |
| ------------------ | ---------------------- | ---------------------- |
| Астрахановка, село | 314                    | 248                    |
| Благодарне, село   | 816                    | 625                    |
| Єгор'євка, хутір   | 29                     | 10                     |
| Єкатериновка, село | 189                    | 149                    |
| Парфір'євка, хутір | 4                      | 3                      |
| Романовка, село    | 200                    | 163                    |